# Fred Scarlett
Fred Scarlett, né le 29 avril 1975 à Ashford, est un rameur d'aviron britannique. 

## Carrière
Fred Scarlett participe aux Jeux olympiques de 2000 à Sydney et remporte la médaille d'or avec le huit  britannique composé de Ben Hunt-Davis, Simon Dennis, Louis Attrill, Luka Grubor, Kieran West, Andrew Lindsay, Steve Trapmore et Rowley Douglas.